# Begreb
 Der er for få eller ingen kildehenvisninger i denne artikel, hvilket er et problem. Du kan hjælpe ved at angive troværdige kilder til de påstande, som fremføres i artiklen.

Begreb kommer af plattysk (begreb, begrip) og betyder "det, man har grebet om" (svarende til latin conceptus = "sammenfattet"). Ordet bruges om det sproglige udtryk for en idé, et indhold eller en tanke, men også om et indviklet sagsforhold. I hverdagssproget betyder begreb for det meste simpelthen et ord eller en betegnelse, men i filosofien betragter man begreber som tænkningens grundelementer. Derfor er begrebsverdenen også det tankemæssige miljø, hvor man beskæftiger sig med at "få greb om" forskellige, mere eller mindre abstrakte erkendelser.
Forestillingen om begreber bruges i erkendelsesteori og forsøg med kunstig intelligens til efterligning af menneskelige forestillinger og viden i det hele taget. Sammensætning af et antal begreber sker som regel ved opbygning af et netværk.
Der er ikke enighed om hvad der er et begreb og hvad der ikke er et begreb, der er uenighed om
hvad intentionen for: Et begreb, bør sigte til, og hvad der er eller kan være omfattet af begrebet: Et Begreb. Det kan være en meget vigtig konflikt, da de fleste parter i de stridigheder oftest er enige om ét: At begreber er tænkningens grundelementer. Desuden er der nogle der mener at også blandt det der (måske) kun er virkeligt i vor tænkning, er der meget der aldrig kan indfanges helt i formelle definitioner, se: tavs viden/tavs kundskab.
Begreber er noget i vor tænkning. Begrebet rotte må ikke forveksles med nogen fysisk rotte/rotteflok; og heller ikke med vor visualisering af en rotte; et sådant billede i vort
sind opfylder jo ikke følgende definitioner af et begreb.

## Nogle opfattelser af fænomenet begreb

### En klassisk formel begrebsopfattelse
Definition: Ved et fænomen forstås her netop: En del af virkeligheden. Ethvert begreb er
også et fænomen (fordi et begreb opfattes som værende en del af virkeligheden af den beskrivende/betragtende person). Ethvert objekt.
( En mulig definition af begrebet begreb )
Et begreb består af netop tre dele: Betegnelse, intention (hensigt), extension (omfang).
Et begrebs betegnelse er mængden af de navne, hvorunder begrebet nævnes (Her er ofte valgt de samme navne som navnene på de fænomener man forsøger at begribe hvja. begrebet. Noget som når alene navnet nævnes, desværre kan føre til forveksling mellem om der sigtes til begrebet eller til fænomenet).
Et begrebs intention er delt i netop to dele: De definerende egenskaber som hvert
fænomen i begrebets extension skal besidde, og de egenskaber som et fænomen i begrebets extension kan besidde (som ofte vil være karakteristiske egenskaber), men som de ikke alle behøver at besidde. (yderligere egenskaber må evt. gerne besiddes eller kunne besiddes, og hvis noget sådant er muligt, angiver begrebet så ikke en fuld bestemmelse af fænomenet).
Egenskaberne er udtrykt i et eller andet sprog, (og billeder og lignende kan også
bruges).
Et begrebs extension er mængden af netop de fænomener som hver besidder samtlige
definerende egenskaber fra begrebets intention. Dog: Hvis begrebet angiver en fuld bestemmelse af fænomenet kræves ydermere af hvert fænomen at det holder sig indenfor det.
For ethvert fænomen (hvis egenskaber er blevet formaliseret) er det så rent formelt afgørligt om et fænomenet hører til i begrebets extension (og det er altid et: Enten-eller).
Mht. til den rent formelle afgørelse kan man dog møde nogle vanskeligheder, se:
uafgørlighedssætning
Man kan bemærke den store lighed med hvordan en Wikipediaartikel om et emne
kan være opbygget.
Eksempel, med begrebet: Et_Menneske:
En af de definerende egenskaber: Et_dyr. ( Et_dyr har som extension netop alle dyreindivider )
En af de mulige egenskaber: Kan tilvirke værktøj til at tilvirke værktøj.
Det tilsigtede med dette eksempel har som extension opremsningen af samtlige menneskeindivider: Bruce Springsteen, Yoko Ono,...,
Bl.a.a. pga. problemstillinger som hvor næbdyr (er det et pattedyr?) hører til, indførtes nyere begrebsopfattelser.

### En nyere begrebsopfattelse
Et begreb består af netop tre dele, betegnelse, intention, extention.
Et begrebs betegnelse er mængden af de navne, hvorunder begrebet nævnes.
Et begrebs intention er et sæt egenskaber for hvilke der gælder:
1) For hver egenskab i sættet skal der findes mindst ét fænomen fra begrebets extension
som besidder denne egenskab.
2) Et fænomen fra begrebets extension besidder ikke nødvendigvis alle egenskaber i
begrebets intention. (evt. besidder fænomenet slet ingen).
3) Fænomener der besidder nogle, eller alle egenskaber i begrebets intention er ikke
nødvendigvis indeholdt i begrebets extention.
Intentionen er yderligere karakteriseret ved en mængde af nogle af begrebets prototyper,
som er ( nogle af) de fænomener der opfattes som værende karakteristiske for begrebet.
(forsøger man at beskrive begrebet: Et menneske, kunne man bruge: Mozart, som en prototype).
(Prototyperne behøver ikke nødvendigvis selv at være indeholdt i extensionen)
Afgørelsen af om et givet fænomen er indeholdt i begrebets extention, er et udtryk for en
beslutning eller et valg. Afgørelsen er så at sige et udtryk for en "smagsdom"
ud fra fænomenets omtrentlige lighed med prototyperne, og med skelnen til intentionerne.
Denne begrebsopfattelse er karakteriseret ved at begreber kan få uskarpe begrebsgrænser.
Igen kan man bemærke ligheden med hvordan en Wikipediartikel om et emne kan være opbygget.
Et eksempel på et begreb angivet ud fra den nyere begrebsopfattelse:
Betegnelse: Et_Menneske.
Intention: Er et_Dyr, er hankøn eller hunkøn, kan tilvirke værktøj til at tilvirke værktøj,
kan erhverve sig egenskaber, kan udøve smagsdomme, kan vise følelser.
Prototyper:
Mozart, Kate Bush, Debbie Cameron, Thomas Edison, N.F.S. Grundtvig, Bjarne Riis,
Anja Andersen, Karl Marx,... osv. (I dette eksempel kan man jo opremse millioner af prototyper, da det som er karakterisktisk for mennesket besiddes af mange). Bemærk at ikke hver prototype selv nødvendigvis er med i extensionen.
Læseren kan så vælge om f.eks. den og den konkrete rotte er med i extensionen.
Læseren kan så vælge om f.eks. den og den konkrete computer er med i extensionen.
Osv.

### Begrebet almenbegreb
Alle begreber er også selv fænomener, og kan derfor selv være genstande for forsøg på
begrebsliggørelse.
Nogle begreber kaldes for universalbegreber eller almenbegreber (begreber som bruges i forsøg på at begribe det almene).
Sådanne er efter klassisk, formel opfattelse netop begreber hvis extension omfatter klasser eller arter (og ikke omfatter andet) (Se nøjagtigere def.: Almenbegreb).
Indenfor den nyere begrebsopfattelse søges problemet med at definere begrebet almenbegreb f.eks. løst ved som prototyper at vælge individer der er, eller kraftigt
tenderer hen imod at være/blive generelt karateristiske for den og den klasse/art; F.eks.
ved som prototyper for begrebet: Menneske, at vælge de konkrete individer i den flok
primitive, palæolitiske mennesker der blev menneskeslægtens fælles stamfædre m/k.
(Ordet: Generelt, kan her læses som: Det som genererer alt ( i den og den sammenhæng)).
Med en sådan nyere opfattelse af begreber og almenbegreber kan også almenbegrebers extensionsindhold (da begreber som det her skitserede, når prototyperne er velvalgte, erklæres for almenbegreber og/eller erklæres at tendere henimod at tilnærme sådanne) falde indenfor det sansbare. Men de abstrakte almenbegreber er også virkelige – forstået på den måde at de virker i vor systematisering af store datamængder (f.eks. i vor klassificering af planteriget); og man kan (og bør) gøre brug af en dialektik (vekselvirkning/samspil) imellem de konkrete og de abstrakte i vore forsøg på at begribe fænomener – ifølge Ilyenkovs syn på dette. (Bemærk: den nye begrebsopfattelse indeholder både konkrete og abstrakte almenbegreber, den klassiske indeholder kun abstrakte almenbegreber).
bemærk: Et konkret almenbegrebs extension indeholder ikke nødvendigvis noget sansbart, og
husk at i denne begrebsopfattelse kan begreber få uskarpe og flydende begrebsgrænser.

### Nogle syn på begrebsliggørelses vilkår
De som mener at intet er eller kan være bestandigt, påpeger at ingen struktur i længden kan bestå (ej heller midlertidigt, det er blot os, der har valgt at opfatte den og den struktur som mere eller mindre uforanderlig), at for ethvert fænomen er begrebsliggørelsen af det fænomen en for os aldrig afsluttelig proces. F.eks. menes at ingen artikel i Wikipedia, med god grund, kan udkrystaliseres i en endelig, fast form.
Hvilken begrebsopfattelse er den bedste/korrekte? Den klassiske eller den/de nyere (bemærk at den nye indeholder den klassiske som et særtilfælde). Som svar på det spørgsmål må man (ifølge bl.a. Ilyenkov) se på hvad det er vi forsøger at opnå ved at forsøge at begrebsliggøre fænomener, og ved at have begreber såsom: Menneske, nemlig at vi på den måde forsøger at begribe fænomener.